# Stereophonics
Stereophonics este o formație rock galeză, fondată în 1992 în Cwmaman, Cynon Valley, Țara Galilor. Până în prezent formația a lansat paisprezece (14) albume de studio - primul fiind lansat in 1997, iar cel mai recent fiind în 2019, Kind.
Trupa a avut sapte albume ce au atins locul intai in topurile Marii Britanii si au castigat diverse titluri, printre care amintim Cel Mai Bun Artist Rock (Best Rock Artist, 2005), Cea Mai Buna Trupa Internationala (Best International Group, 2002) si Cea Mai Buna Prestatie Live (Best Live Act, 2000).

## Membrii formației
Membri actuali
- Kelly Jones – vocal, chitară, clape (1992–prezent)
- Richard Jones – chitară bas, pian, back vocal (1992–prezent)
- Adam Zindani – chitară, back vocal (2007–prezent)
- Jamie Morrison – baterie (2012–prezent)

Foști membri
- Stuart Cable – baterie, percuție (1992-2003; died 2010)
- Javier Weyler – baterie, percuție (2004-2012)

Muzicieni de turnee actuali
- Tony Kirkham – clape (1999–prezent)

Foști muzicieni de turnee
- Scott James – chitară, back vocal (2001–2004)
- Aileen McLaughlin – back vocal (2002–2003)
- Anna Ross – back vocal (2002–2003)
- Steve Gorman – baterie, percuție (2003–2004)
- Sam Yapp – baterie, percuție (2012)

## Discografie
Albume de studio
- Word Gets Around (1997)
- Performance and Cocktails (1999)
- Just Enough Education to Perform (2001)
- You Gotta Go There to Come Back (2003)
- Language. Sex. Violence. Other? (2005)
- Pull the Pin (2007)
- Keep Calm and Carry On (2009)
- Graffiti on the Train (2013)
- Keep the Village Alive (2015)
- Scream Above the Sounds (2017)
- Kind (2019)
- Oochya! (2022)
- Make 'em Laugh, Make 'em Cry, Make 'em Wait (2025)